# Clinolabus
Clinolabus es un género de gorgojos de la familia Attelabidae. Esta es la lista de especies que lo componen:
- Clinolabus angulatus
- Clinolabus buqueti
- Clinolabus flavomarginatus
- Clinolabus fryi
- Clinolabus funicularis
- Clinolabus humeralis
- Clinolabus irregularis
- Clinolabus melanocoryphus
- Clinolabus paramariboensis[2]
- Clinolabus surinamensis
- Clinolabus wagneri